# Guido Tavellin
Guido Tavellin (Legnago, 23 maggio 1920 – Verona, 4 giugno 1994) è stato un calciatore e allenatore di calcio italiano, legato alla storia del Verona.

## Biografia
Nasce in una famiglia di commercianti di mobili legnaghesi, che nel 1933 si trasferiscono nel capoluogo Verona.
Presta servizio militare nell'esercito italiano nella seconda guerra mondiale, con continuità fra il gennaio del 1940 e metà del 1941, prima in Francia e poi in Nord Africa; a fasi alterne nei mesi futuri fino all'estate del 1941.
Il figlio Gianluca è giornalista sportivo per il quotidiano L'Arena e collabora con l'emittente televisiva locale Telearena.

## Caratteristiche tecniche
Era una mezzapunta molto dotata tecnicamente, utile in fase di costruzione del gioco. Dotato inoltre di un dribbling difficilmente ostacolabile e tiro di buona potenza, con cui concludeva spesso le azioni da lui stesso impostate. Mancava di continuità e peso agonistico.

## Carriera

### Giocatore

#### Gli inizi a Verona
Inizia da bambino la pratica del Calcio e trasferitosi a Verona si iscrive, all'età di tredici anni nella squadra locale della Voluntas; nel 1936 supera un provino, consigliatogli da un estimatore, per l'Associazione Calcio Verona. Esordisce nella prima squadra degli scaligeri il 10 dicembre 1939 in Siena-Verona 4-1, venendo subito confermato titolare; poche settimane dopo realizza il primo goal da professionista all'87º minuto di Pro Vercelli-Verona del 31 dicembre. Nel gennaio 1940 interrompe l'attività agonistica perché chiamato alle armi (l'Italia entra in guerra); torna a giocare in gialloblu il 7 dicembre 1941 con i veneti in C, contro il Lecce (è tornato a Verona in licenza per la malattia della madre), ma sospende a più riprese l'attività per il servizio militare.
Tramite l'aiuto di un colonnello e della società scaligera trova spazio nella rappresentativa calcistica Sanità, impiegata nei tornei dei reparti militari, evitando quindi di tornare a combattere. Chiude la stagione 1941-1942 come capocannoniere del Verona, con all'attivo 14 goal. Nell'anno calcistico successivo realizza 15 reti per i veronesi, che dopo essersi piazzati primi nel proprio girone vengono eliminati nelle fasi finali per la promozione in serie cadetta e poi ripescati a causa dell'illecito del Parma.
Sempre nel Verona disputa il Campionato Alta Italia del 1943-1944 e il campionato misto B-C Alta Italia nella stagione successiva (ricavando nelle due competizioni, in tutto 32 presenze e 11 marcature).

#### Bari, Lazio e ancora Verona
Nell'estate del 1946 viene acquistato dal Bari in Serie A, per un milione al club veneto e 350000 lire d'ingaggio. Titolare nei biancorossi, con cui chiude la Serie A 1946-1947 al settimo posto (dopo aver stazionato per buona parte del girone d'andata al quarto posto), posizionamento poi non più eguagliato dai pugliesi negli anni successivi, e capocannoniere della squadra con 8 reti. L'anno seguente mette a segno il goal con cui i galletti battono in casa il grande Torino nella seconda giornata di campionato, realizzato al 75º minuto con un suo lancio lungo a sorprendere il portiere nazionale Valerio Bacigalupo. Nell'estate del 1948 desta stupore e risentimento nei sostenitori biancorossi, cui il calciatore è entrato nelle grazie per le sue prestazioni, la notizia della sua cessione alla Lazio.
Con la formazione biancoceleste, in andamento discontinuo nell'anno 1948-1949, trova poco spazio e a fine stagione viene girato in prestito al Verona in cadetteria, dove in coppia d'attacco con Ugo Pozzan realizza 35 reti in campionato (18 le sue marcature); i veronesi chiudono la competizione a metà classifica.

#### Gli ultimi cinque anni
Nel 1950 la Lazio lo cede all'Anconitana neo promossa in B e questa, poi retrocessa, lo vende al Bolzano militante in Promozione interregionale. Dopo un anno, nel 1952, si accasa all'A.S. Hellas di Verona (società fusa nel 1959 con l'A.C. Verona, a dare l'A.C. Hellas Verona), in cui permane per le ultime tre stagioni della sua carriera da calciatore pur con una piccola parentesi nel Marzotto Valdagno.
In carriera ha totalizzato 67 presenze e 16 reti in Serie A, 92 presenze e 29 reti in Serie B, (almeno) 48 presenze e 29 goal in Serie C. Con le sue 59 marcature è il terzo calciatore per numero di goal nella storia del Verona Calcio (formazione con cui ha raggiunto i 119 gettoni di presenza).

### Allenatore e osservatore
Terminata la carriera di calciatore, intraprende gli studi da allenatore e nel 1956 torna al Verona come vice di Angelo Piccioli. Nella Serie A 1957-1958 (la prima stagione nella massima serie a girone unico della storia del Verona), con gli scaligeri in difficoltà in campionato dopo un buon avvio, Tavellin viene promosso primo allenatore in coppia con Luigi Bonizzoni per le ultime tre giornate, in cui la squadra ottiene una vittoria e due sconfitte e fa esordire alcuni giovani calciatori (chiuderà la competizione all'ultimo posto, a quattro punti dalla terzultima "salva", e affidata ad altri tecnici retrocederà agli spareggi). Torna sulla panchina dei veronesi nella Serie B 1959-1960, affiancato dall'8ª giornata da Aldo Olivieri e ottiene l'ottavo posto finale. Allena i mastini, sempre in serie cadetta, nelle prime undici giornate del campionato 1962-1963. Nel 1966-1967 allena il Rieti in Prima Categoria laziale, torna a Verona dopo meno di un anno.
Negli anni successivi diventa osservatore dell'Hellas Verona e si occupa poi prevalentemente del settore giovanile, salvo la parentesi del campionato di A 1978-1979 come allenatore ufficiale per sopperire alla mancanza di patentino del tecnico effettivo, Luigi Mascalaito. Trascorre gli ultimi anni di vita nel suo ufficio nella sede del Verona, in piazzale Olimpia.